# Nuno Santos
Nuno Miguel Gomes dos Santos (Trofa, 13 de febrero de 1995) es un futbolista portugués que juega como delantero en el Sporting C. P. de la Primeira Liga de Portugal.

## Trayectoria
Nuno Santos, originario de Trofa, comenzó su desarrollo futbolístico en el C. D. Trofense antes de pasar por F. C. Porto y Rio Ave F. C., hasta que en 2013 se unió al S. L. Benfica. Debutó profesionalmente con el equipo B del Benfica en 2014, en la Segunda Liga, donde rápidamente se destacó, anotando ocho goles en su primera temporada. A pesar de su éxito en el equipo de reservas, solo tuvo una aparición con el primer equipo en la Primeira Liga en 2015.
Ese mismo año, sufrió una lesión en la rodilla que lo afectó significativamente. En 2016, fue cedido al Vitória Setúbal de la Primeira Liga, pero su progreso continuó obstaculizado por problemas físicos. Aun así, su talento seguía siendo evidente, lo que llevó a Rio Ave a ficharlo en 2017 con un contrato de cinco años. En su primera temporada con Rio Ave, jugó mayormente como suplente y anotó su primer gol en la liga contra su antiguo club, F. C. Porto.
Sin embargo, en julio de 2018, volvió a sufrir problemas graves en la rodilla, lo que lo mantuvo fuera de juego hasta marzo del año siguiente. A pesar de estas dificultades, continuó siendo una figura importante en el equipo, aunque un incidente en 2020, en el que fue expulsado contra Benfica, provocó una reacción negativa de los aficionados de Rio Ave.
En agosto de 2020 se unió al Sporting C. P. en un acuerdo que incluyó una cláusula de rescisión de 60 millones de euros. Durante su primera temporada, contribuyó con ocho goles en todas las competiciones, ayudando al equipo a ganar la liga. Bajo la dirección de Rúben Amorim, fue utilizado en diversas posiciones, destacándose especialmente como lateral izquierdo en un sistema 3-5-2, demostrando su versatilidad y valor para el equipo.

## Selección nacional
Formó parte de la selección sub-20 de Portugal en la Copa Mundial Sub-20 de 2015, donde anotó goles contra Senegal y Colombia en la fase de grupos. Sin embargo, su equipo fue eliminado en los cuartos de final. Más tarde, en noviembre de 2015, debutó con la selección sub-21 de Portugal en un partido de clasificación para el Campeonato Europeo Sub-21 de la UEFA de 2017, en una victoria 4-0 sobre Albania.
En octubre de 2022, fue incluido en una lista preliminar de 55 jugadores para la Copa del Mundo de Catar 2022.

## Estadísticas

### Clubes
Actualizado al último partido disputado el 26 de octubre de 2024.
| Club                       | Div.          | Temporada     | Liga  | Liga  | Liga   | Copas nacionales | Copas nacionales | Copas nacionales | Copas internacionales | Copas internacionales | Copas internacionales | Total | Total | Total  |
| Club                       | Div.          | Temporada     | Part. | Goles | Asist. | Part.            | Goles            | Asist.           | Part.                 | Goles                 | Asist.                | Part. | Goles | Asist. |
| -------------------------- | ------------- | ------------- | ----- | ----- | ------ | ---------------- | ---------------- | ---------------- | --------------------- | --------------------- | --------------------- | ----- | ----- | ------ |
| S. L. Benfica "B" Portugal | 2.ª           | 2014-15       | 36    | 8     | 7      | —                | —                | —                | —                     | —                     | —                     | 36    | 8     | 7      |
| S. L. Benfica Portugal     | 1.ª           | 2015-16       | 1     | 0     | 0      | 1                | 0                | 0                | 0                     | 0                     | 0                     | 2     | 0     | 0      |
| S. L. Benfica Portugal     | Total club    | Total club    | 1     | 0     | 0      | 0                | 0                | 0                | 0                     | 0                     | 0                     | 1     | 0     | 0      |
| S. L. Benfica "B" Portugal | 2.ª           | 2015-16       | 6     | 2     | 1      | —                | —                | —                | —                     | —                     | —                     | 6     | 2     | 1      |
| S. L. Benfica "B" Portugal | Total club    | Total club    | 42    | 10    | 8      | 0                | 0                | 0                | 0                     | 0                     | 0                     | 42    | 10    | 9      |
| Vitória Setúbal Portugal   | 1.ª           | 2016-17       | 26    | 0     | 2      | 6                | 0                | 0                | —                     | —                     | —                     | 32    | 0     | 2      |
| Vitória Setúbal Portugal   | Total club    | Total club    | 26    | 0     | 2      | 6                | 0                | 0                | 0                     | 0                     | 0                     | 32    | 0     | 2      |
| Rio Ave F.C. Portugal      | 1.ª           | 2017-18       | 26    | 1     | 0      | 6                | 1                | 3                | —                     | —                     | —                     | 32    | 2     | 3      |
| Rio Ave F.C. Portugal      | 1.ª           | 2018-19       | 8     | 3     | 1      | —                | —                | —                | —                     | —                     | —                     | 8     | 3     | 1      |
| Rio Ave F.C. Portugal      | 1.ª           | 2019-20       | 32    | 2     | 5      | 6                | 3                | 1                | —                     | —                     | —                     | 38    | 5     | 6      |
| Rio Ave F.C. Portugal      | Total club    | Total club    | 66    | 6     | 6      | 12               | 4                | 4                | 0                     | 0                     | 0                     | 78    | 10    | 10     |
| Sporting C. P. Portugal    | 1.ª           | 2020-21       | 31    | 7     | 6      | 5                | 1                | 3                | 1                     | 0                     | 1                     | 37    | 8     | 10     |
| Sporting C. P. Portugal    | 1.ª           | 2021-22       | 32    | 6     | 7      | 11               | 3                | 0                | 7                     | 1                     | 0                     | 50    | 10    | 7      |
| Sporting C. P. Portugal    | 1.ª           | 2022-23       | 31    | 8     | 5      | 7                | 0                | 2                | 12                    | 1                     | 1                     | 50    | 9     | 8      |
| Sporting C. P. Portugal    | 1.ª           | 2023-24       | 31    | 4     | 10     | 10               | 2                | 6                | 9                     | 0                     | 0                     | 50    | 6     | 16     |
| Sporting C. P. Portugal    | 1.ª           | 2024-25       | 7     | 0     | 0      | 1                | 0                | 1                | 2                     | 1                     | 0                     | 10    | 1     | 1      |
| Sporting C. P. Portugal    | Total club    | Total club    | 132   | 25    | 28     | 34               | 6                | 12               | 31                    | 3                     | 2                     | 197   | 34    | 42     |
| Total carrera              | Total carrera | Total carrera | 267   | 41    | 44     | 53               | 10               | 16               | 31                    | 3                     | 2                     | 351   | 54    | 62     |

## Palmarés

### Campeonatos nacionales
| Título                | Club           | País     | Año     |
| --------------------- | -------------- | -------- | ------- |
| Primeira Liga         | S. L. Benfica  | Portugal | 2015-16 |
| Copa de la Liga       | Sporting C. P. | Portugal | 2020-21 |
| Primeira Liga         | Sporting C. P. | Portugal | 2020-21 |
| Supercopa de Portugal | Sporting C. P. | Portugal | 2021    |
| Copa de la Liga       | Sporting C. P. | Portugal | 2021-22 |
| Primeira Liga         | Sporting C. P. | Portugal | 2023-24 |
| Primeira Liga         | Sporting C. P. | Portugal | 2024-25 |
| Copa de Portugal      | Sporting C. P. | Portugal | 2024-25 |

### Distinciones individuales
| Distinción                      | Año           |
| ------------------------------- | ------------- |
| Gol del mes en la Primeira Liga | Marzo de 2023 |